# Erkinsaari (ö i Lappland, Tunturi-Lappi)
Erkinsaari är en ö i Finland. Den ligger i sjön Muotkajärvi och i kommunen Enontekis i den ekonomiska regionen  Fjäll-Lappland  och landskapet Lappland, i den norra delen av landet, 900 km norr om huvudstaden Helsingfors. Öns area är 0,3 hektar och dess största längd är 100 meter i sydväst-nordöstlig riktning.